# Ras Ibn Hani
Koordinaten: 35° 35′ 18,4″ N, 35° 44′ 6,8″ O

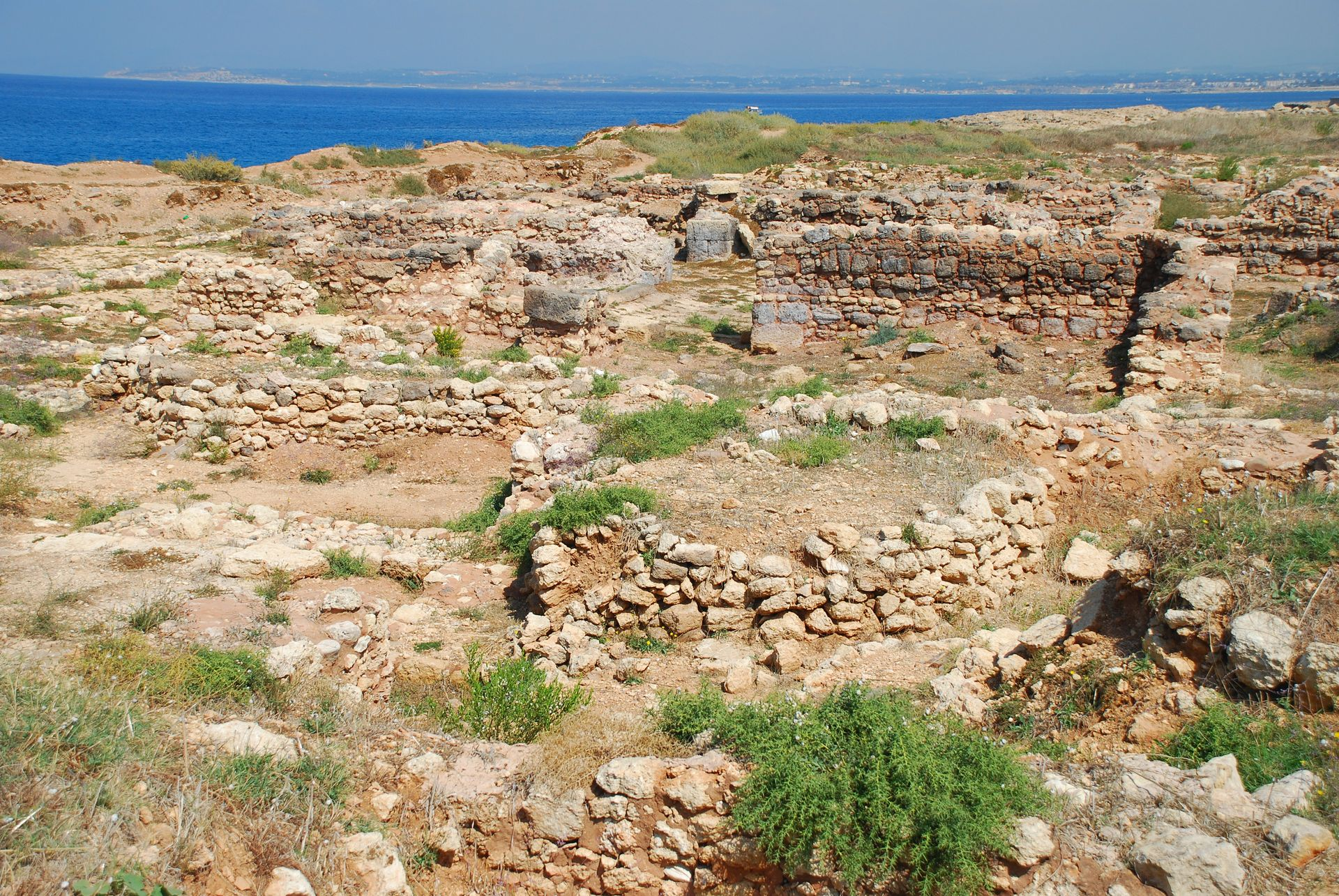
Westteil des Nordpalastes

Ras Ibn Hani (arabisch رأس ابن هاني, DMG Raʾs Ibn Hānī) ist eine archäologische Stätte an der Mittelmeerküste von Syrien, neun Kilometer nördlich von Latakia. Die Ruinen einer befestigten Stadt mit einer Zweitresidenz der Königsfamilie von Ugarit aus der Spätbronzezeit (13. bis zum Ende des 12. Jahrhunderts v. Chr.) wurden 1975  wiederentdeckt und teilweise freigelegt.

## Lage
Ras Ibn Hani liegt in der Mitte einer 1,5 Kilometer langen, schmalen Halbinsel, fünf Kilometer südwestlich von Ugarit, dem Hauptort des antiken Königreichs, dessen Siedlungshügel nach dem nahegelegenen heutigen Dorf Ras Schamra Tell Ras Schamra („Fenchelhügel“) genannt wird. Es gehörte neben der Stadt Ugarit und dem dazugehörenden Hafen Minet el-Beida („weisser Hafen“), zwei Kilometer westlich der Hauptstadt, zu den drei zentralen Orten des Königreiches. Über drei Viertel der Bevölkerung lebten außerhalb dieser Städte in 150 bis 200 Kleinsiedlungen.
Vom Zentrum Latakias ist die Ausgrabungsstätte auf der Küstenstraße nordwärts 8 Kilometer bis zum Beginn der Halbinsel Ibn Hani und einen weiteren Kilometer nach Westen entfernt. Entlang des „Cote d'Azur“ genannten Sandstrandes an der Südseite der Landzunge reihen sich mehrere Luxushotels. Beim Bau eines dieser Hotels stieß man 1974 angrenzend an das Hotelgrundstück zufällig auf spätbronzezeitliche Gräber in einem bis neun Meter hoch über dem Meeresspiegel liegenden Tell. Der archäologische Bereich reicht bis an die Nordküste der Halbinsel, die an dieser Stelle nur etwa 200 Meter breiten ist. Es ist unklar, ob und wie stark sich der Küstenverlauf seit dem Altertum verändert hat. 
Der Küstenstreifen, an dem das Königreich Ugarit lag, war 40 Kilometer im Norden der Hauptstadt durch den heiligen Berg Zaphon (arabisch Dschebel al-Aqra, türkisch Ziyaret Dağı), Sitz des Gottes Baal, begrenzt und vom Landesinnern im Osten durch den Dschebel Aansariye getrennt. Im Süden lag die Grenze zum Königreich Šijannu an einem Flüsschen halbwegs zwischen den heutigen Orten Dschabla und Baniyas. Durch ein angenehmes Klima, reichlich Steigungsregen vom Mittelmeer, die im Winter vor der Bergkette niedergehen, die im Sommer zugleich die heißen Winde aus dem Landesinneren abhält, ist das Gebiet von der Natur begünstigt.

## Geschichte

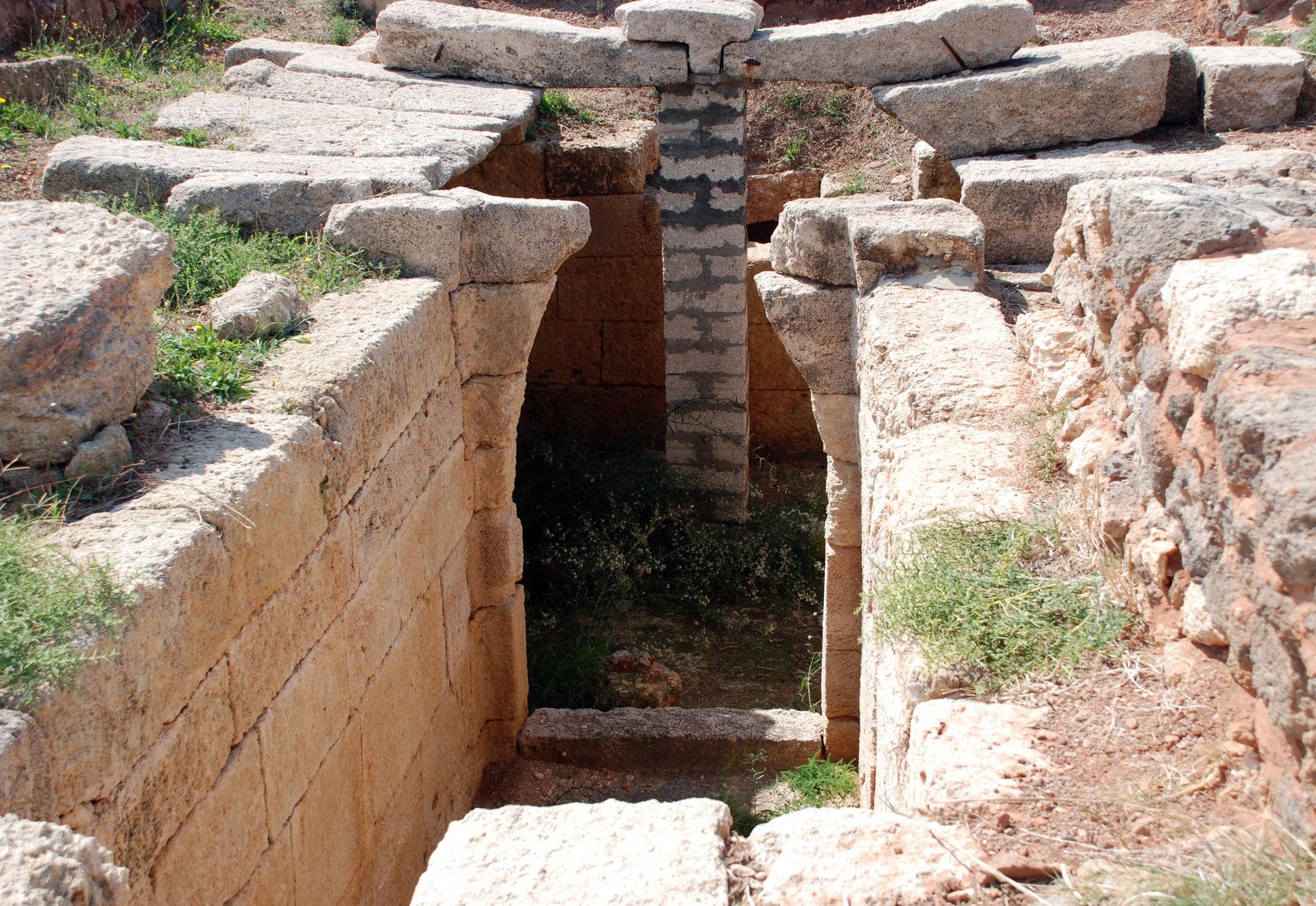
Abgang zur Grabkammer im Nordpalast

Der antike Name von Ras Ibn Hani ist unbekannt. Vorgeschlagen wurde Appu („Nase“), Biruti („Brunnen“) oder Rašu („Haupt“). Mitte des 14. Jahrhunderts v. Chr. begann für Ugarit ein goldenes Zeitalter, nachdem durch Verträge mit den Ägyptern stabile Grenzen erzielt worden waren. Während dieser Phase der Expansion wurden eine Zweitresidenz für den König, etwa als Sommerpalast (Südpalast), und eine Residenz für Aḫat-milki, die Mutter des Königs Ammistamru II. errichtet (Nordpalast). Eine weitere Funktion des Ortes bestand in der Kontrolle des Meereszugangs für den Hafen Minet el-Beida.
Nach dem archäologischen Befund ist Ras Ibn Hani eine Neuanlage aus der Mitte des 13. Jahrhunderts v. Chr. Das Wohngebiet ist nur zu einem sehr kleinen Teil ausgegraben. Wie viele Einwohner in der Stadt gelebt haben, ist daher unklar. Es waren vermutlich deutlich weniger als die 6000 bis 8000 Einwohner, die nach Schätzungen im 13. Jahrhundert v. Chr. in der Hauptstadt Ugarit lebten. Ende des 14. Jahrhunderts v. Chr. geriet Ugarit als Vasall in den hethitischen Machtbereich, was der wirtschaftlichen Entwicklung zugutekam. Niqmaddu II. konnte innerhalb dieser Abhängigkeit das Territorium auf Kosten der ehemaligen anti-hethitischen Nachbarn erweitern. Der Ort wurde aufgegeben, noch bevor die sog. Seevölker Anfang des 12. Jahrhunderts ganz Ugarit zerstörten. Vermutlich gab es schon kurz darauf eine Neubesiedlung, worauf u. a. gefundene importierte oder nachgeahmte Mykenische Keramik der Stufe SH IIIC hindeutet, die in Ugarit fehlt und in die Zeit nach 1190 v. Chr. datiert wird.
Wegen der prominenten Lage der Halbinsel fand in der hellenistischen Zeit ab Mitte des 3. Jahrhunderts v. Chr. eine Neubesiedlung statt. Seit dem Dritten Syrischen Krieg befand sich Ras Ibn Hani, wie Münzfunde zeigen, unter der Kontrolle der Ptolemäer. Eine einen Kilometer lange befestigte Straße, ein monumentales Tor und Teile einer Umfassungsmauer um die Stadt sind aus dieser Zeit nachgewiesen. Der seleukidische König Antiochos IX. (reg. 116–96) ließ eine kleine Befestigung in der Südostecke errichten. Nach einer gewissen Blütezeit im 2. Jahrhundert v. Chr. schwand die Bedeutung. Während der ersten drei nachchristlichen Jahrhunderte war die Stadt praktisch nicht bewohnt, es gab dafür wahrscheinlich einige Gebäude an der Westspitze der Halbinsel, deren Lage sich nicht mehr erkunden lässt, da das Gebiet zwischenzeitlich überbaut wurde. Baureste, Topfscherben und Münzfunde weisen auf eine Besiedlung in frühbyzantinischer Zeit vom 4. bis zum 6. Jahrhundert hin.
Nach dem Zufallsfund eines Grabes 1974 begannen 1975 Ausgrabungen in einer syrisch-französischen Zusammenarbeit unter der Leitung von Adnan Bounni und Jacques Lagarce. Zunächst wurde der Südpalast freigelegt, es folgte bis 1981 die Ausgrabung von frühbyzantinischen Resten auf dem Gipfel des Hügels und im Osten der Befestigungsmauer aus hellenistischer Zeit.

## Stadtbild

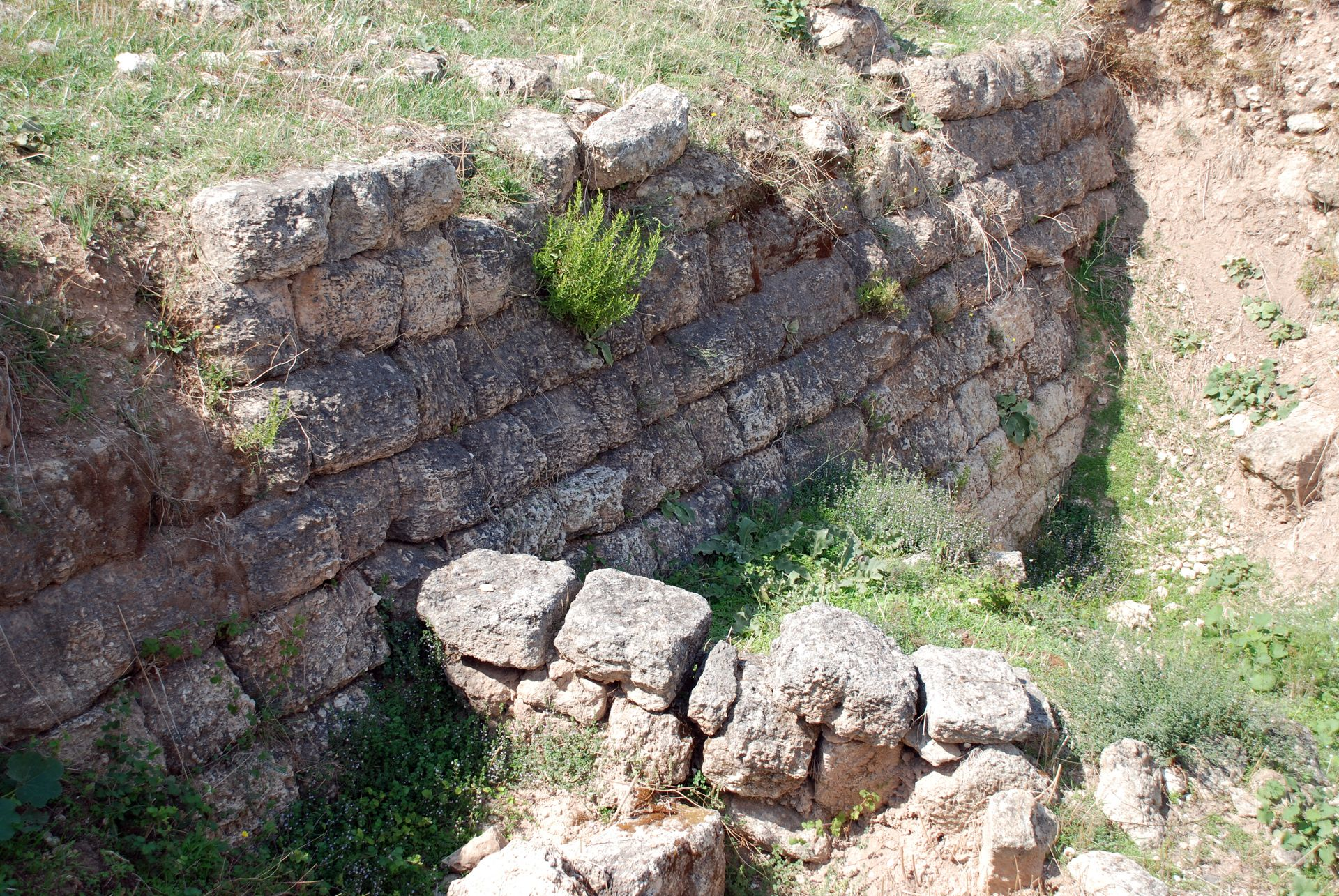
Glacis an der Ostseite des Südpalastes

Das Palastgebiet war mit insgesamt über 7000 Quadratmetern größer als das von Ugarit. Davon entfielen über 5000 Quadratmeter auf den Südpalast, der in der Mitte einen Hof, an der Ostseite ein Glacis, von dem ein kleines Stück freigelegt ist, und in diesem eine Poterne (Ausfallpforte) ähnlich der von Ugarit besaß. Er könnte die Sommerresidenz des Königs gewesen sein. Der Palast lag auf einer künstlichen Terrasse, von der das Meer zu überblicken war und Signale nach Ugarit gesendet werden konnten. Im Osten des Südpalastes wurden einfache Wohngebäude aus dem 13. bis 10. Jahrhundert ausgegraben.
Im östlichen Bereich des direkt am Meer liegenden Nordpalastes war das Keilschriftarchiv untergebracht. Das Archiv enthielt in einer öffentlichen und einer privaten Abteilung über 120 Ritualtexte, Briefe und Wirtschaftstexte. Wie in Ugarit, Mint el-Beida und dem 35 Kilometer südlich an der Küste gelegenen Tell Sukas fand sich hier das lange Alphabet der ugaritischen Schrift mit 30 Zeichen, der üblichen, innerhalb des Reiches hauptsächlich verwendeten Schrift. Sie entspricht der erstmals 1929 im Westarchiv von Ugarit entdeckten frühesten Alphabetschrift. Der Nordpalast wird als Residenz der Königinmutter angesehen; er wurde vollständig ausgegraben und die Grundmauern  wurden teilweise restauriert. In seiner Mitte befand sich ein großer, gepflasterter Hof, östlich angrenzend räumten die Archäologen ein Grab (Hypogäum) aus sorgfältig gefügten Kalksteinquadern aus. Die oberen Steine des eingestürzten, spitz zulaufenden Kraggewölbes wurden wenige Meter entfernt abgelegt. Die Steinstufen und Wände des Dromos, der zum Grab hinabführte, sind erhalten. Das bereits in der Antike ausgeraubte Grab enthielt noch einige Tonwaren, die die Handelsbeziehungen zu östlichen Mittelmeerstaaten zeigen, und Schmuckgegenstände aus lokaler Produktion.

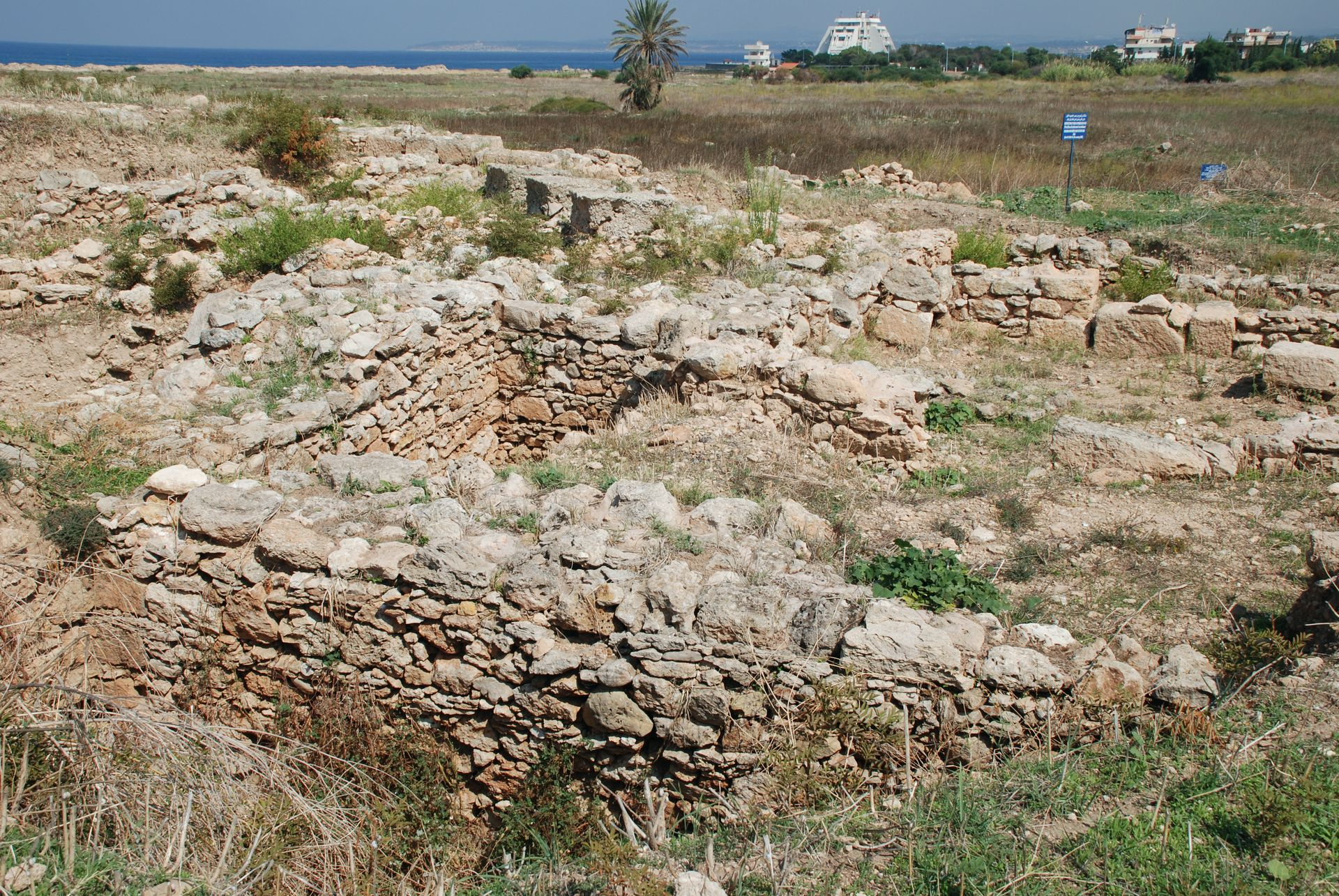
Wohnhaus aus dem 13. Jahrhundert v. Chr. neben dem Südpalast. Im Hintergrund der flache, unausgegrabene Bereich im Osten

Vermutlich bald nach dem Tod der Königinmutter Aḫatmilku wurde der Palast zu einer Werkstätte für Metallbearbeitung degradiert. Unter anderem wurde eine kalksteinerne Gussform entdeckt, mit der Handwerker möglicherweise Ochsenhautbarren aus geschmolzenem Kupfer gossen. Zwar gibt es in der Nähe von Ras Ibn Hani keine gut erreichbaren Kupferlagerstätten, doch wurden bei der Gussform Kupfertropfen entdeckt, deren Kupfer nach Analysen aus den zyprischen Lagerstädten Apliki stammen. Dass Rohkupfer aus Zypern nach Ras Ibn Hani gebracht und daraus hier in größerem Umfang Ochsenhautbarren gegossen wurden, ist trotzdem zweifelhaft, da Kalkstein sich für Gussformen nicht besonders gut eignet und in der Nähe keine Öfen entdeckt wurden. In benachbarten Werkstätten wurden Chalcedon zu Perlen und Tierknochen zu Haushaltsgegenständen geschliffen.
Von dem während der ugaritischen Herrschaft 3,5 Hektar großen Stadtgebiet sind bislang 0,5 Hektar, vorwiegend im höher gelegenen westlichen Bereich erforscht. Die in der hellenistischen Zeit größere Ausdehnung im tieferen, flachen und sandigen Gebiet weiter östlich wurde bis auf einen Teil der Befestigungsmauern noch nicht untersucht. Das Areal ist entlang der Straße eingezäunt und wird bewacht.